# Лохнер, Йоханнес
Йоха́ннес Ло́хнер (нем. Johannes Lochner, род. 15 октября 1990 года, Берхтесгаден, Бавария) — немецкий бобслеист-пилот, выступающий за сборную Германии с 2014 года. Пятикратный чемпион мира, четырёхкратный чемпион Европы.

## Спортивная карьера
В бобслее начинал в качестве разгоняющего. На чемпионате мира 2014 года среди юниоров занял второе место в четвёрке Матиаса Бёмера.
Сезон 2014/2015 года начал в качестве пилота.
На чемпионате мира 2015 года Йоханнес выиграл сразу две серебряные медали: в двойках (с Джошуа Блумом) и в соревнованиях смешанных команд.
Обладатель Кубка мира 2017/18 в зачёте четвёрок. За карьеру выиграл более 10 этапов Кубка мира.
На Олимпийских играх 2018 года занял пятое место в двойках и восьмое место в четвёрках.
На чемпионатах мира в 2015—2021 годах завоевал 11 медалей (4+6+1).